# Havas Endre (író)
Havas Endre (1917-ig Róth, Budapest, 1909. december 13. – Budapest, 1953. március 9.) magyar író, költő, műfordító.
| Havas Endre (író)                         | Havas Endre (író)                         |
| Kattints az alábbi külső linkek egyikére! | Kattints az alábbi külső linkek egyikére! |
| ----------------------------------------- | ----------------------------------------- |
| Nem található szabad kép.(?)              |                                           |
| külső link · jogvédett                    | Havas Endre fiatalkori képe               |

## Életpályája
Budapesten született Róth Jenő (1876–1918) és Bellák Fanni gyermekeként izraelita családban. Kezdetben tisztviselőként dolgozott, majd 1930-ban Franciaországba költözött, Párizsba, ahol az Sorbonneon francia irodalmat, illetve francia nyelvet tanult. A következő év telén visszatért Magyarországra, s a Kommunista Ifjúsági Internacionálé tagjaként működött, ám 1933 májusában letartóztatták, s egy hónapot töltött vizsgálati fogságban, majd kéthavi szabadságvesztésre ítélték. Két évvel letartóztatása után belépett a Magyarországi Szociáldemokrata Pártba. Az 1930-as évek végén ismét Párizsba utazott, ahol megismerkedett Faludy Györggyel, illetve Lorsy Ernővel. Franciaország megszállása elől Faludyval Marokkóba ment, később pedig Casablancában és Marrákesben élt. 1942-ben Angliába utazott, ahol megismerkedett Arthur Koestlerrel, és Londonban bekapcsolódott a magyar demokratikus mozgalom munkájába; Károlyi Mihály titkáraként dolgozott. Emigrációja során rendszeresen fordított és tudósításokat, novellákat, verseket is írt. Írásai a brit és amerikai magyar nyelvű sajtóban jelentek meg. 1945 után hazatért Magyarországra, ahol a Magyar Rádió külügyi osztályán dolgozott, később Károlyi Mihály akkori párizsi követi titkáraként ismét Franciaországba került. 1949-ben visszahívását kérte, s a fővárosban több kiadóvállalatnál (pl. az Athenaeum Könyvkiadónál) is dolgozott. 1950. november 2-án koholt vádak alapján letartóztatták, majd a Rajk-per kapcsán elítélték. A börtönben megőrült, s emiatt az őrök gyakran szórakozásból kínozták, végül pedig agyonverték.

### Munkássága
Fiatal költő korában került kapcsolatba Kassákkal, aki a Munkában közölte Havas első verseit, első verseskötetéről pedig (Sebesülten) Radnóti Miklós írt kritikát a Nyugatban. Párizsban Paul Éluard és Louis Aragon hatása alá került, lírájába szürrealista elemeket használt, versei a szocialista realizmus stílusjegyeit mutatják. 1949-ben írta meg utolsó versét, amely a "Vers a párthűségről" címet viselte. Műfordítóként Puskin és kortárs francia szerzők műveit ültette át magyarra.

## Családja
Felesége Beck Márta, a Globus Konzervgyár művezetője, majd a Központi Élelmiszer-tudományi Kutatóintézet laboránsa volt. Fia Havas Gábor (1944-) szociológus, az SZDSZ országgyűlési képviselője. Lánya Havas Fanny (1948-) szerkesztő.

## Emlékezete
- Nagyrészt róla mintázta Arthur Koestler az Érkezés és indulás (Arrival and Departure, 1943) című regényének főalakját.[4]
- Faludy György hozzá írta a börtönben a "Havas Bandi" című versét (1950).

## Művei
- Hűség (válogatott versek, Illés László bevezető tanulmányával, Budapest, Magvető, 1962.)
- A menekülés könyve (Bíró Bálint fametszeteivel, London, Sylvan Press, 1943.)
- Sebesülten (versek, Budapest, Munka, 1938.)
- A költő halálára (Munka, 1938; „…amíg szivünk dobog.” Válogatás a szocializmus irodalomból. Vál., szerk. Illés László. Bp., 1975)
- Illés Béla, a regényíró. – Déry Tibor: Felelet. (Forum, 1950)
- Embertelen világ. 14 amerikai elbeszélés. Ford. Gábor György. A bevezetést Barta Lajos írta. (Bp., 1950)
- A Thibault-ok margójára. – Café Sorbonne. (Párizsi elégia. Magyar költők és képzőművészek Franciaországról. Szerk. Gereblyés László. Bp., 1974)
- 1941. nov. 15-én. – Károlyi Mihállyal. – Hazatérés. (Hazatért szövegek. Magyar emigráns antifasiszták írásai. 1919–1945. Szerk. Markovits Györgyi. Bp., 1975)

### Fontosabb műfordításai
- Hermész Triszmegisztosz: Corpus Hermeticum[5]
- Jacques Duclos, Jean Fréville: Henri Barbusse (1949)[6]
- Elsa Triolet: Milyen kár volt... (novella, 1946)
- Michael Sayers, Albert E. Kahn: A nagy összeesküvés (Budapest, Szikra, 1950.)